# Ljubavna pisma s predumišljajem (1985.)
Ljubavna pisma s predumišljajem, hrvatski dugometražni film iz 1985. godine.